# Deutschsprachiges Wahlkollegium

Das deutschsprachige Wahlkollegium ist einer von drei Wahlkreisen des Europäischen Parlaments in Belgien. Er besteht seit 1994, wählt ein Mitglied des Europäischen Parlaments und ist der einzige Wahlkreis, in dem das Mehrheitswahlrecht angewandt wird.
Er ist der kleinste Wahlkreis des Europäischen Parlaments und hatte bei der Wahl 2019 nur 51.123 eingetragene Wähler.

## Grenzen
Der Wahlkreis entspricht dem Gebiet der Deutschsprachigen Gemeinschaft Belgiens.

## Mitglied des Europäischen Parlaments
| Amtszeit   | Mitglied       | Partei                    | EP-Fraktion |
| ---------- | -------------- | ------------------------- | ----------- |
| 1994–2014  | Mathieu Grosch | Christlich Soziale Partei | EVP         |
| 2014–heute | Pascal Arimont | Christlich Soziale Partei | EVP         |

## Wahlergebnisse

### 2024
| Partei | Partei                              | Partei    | EP-Fraktion | Stimmen | Stimmen | Stimmen | Sitze | Sitze |
| Name   | Name                                | Abkürzung | EP-Fraktion | Stimmen | %       | +/−     | Sitze | +/−   |
| ------ | ----------------------------------- | --------- | ----------- | ------- | ------- | ------- | ----- | ----- |
|        | Christlich Soziale Partei           | CSP       | EVP         | 15.169  | 34,93   | −0,01   | 1     | –     |
|        | ProDG                               | ProDG     | –           | 7.134   | 16,43   | +3,29   | 0     | –     |
|        | Partei für Freiheit und Fortschritt | PFF       | RE          | 5.891   | 13,57   | +2,08   | 0     | –     |
|        | Vivant                              | Vivant    | –           | 5.281   | 12,16   | +1,00   | 0     | –     |
|        | Sozialistische Partei               | SP        | S&D         | 5.131   | 11,82   | +0,40   | 0     | –     |
|        | Ecolo                               | Ecolo     | Grüne/EFA   | 4.819   | 11,10   | −5,27   | 0     | –     |
| Gesamt | Gesamt                              | Gesamt    | Gesamt      | 43.425  | 100,00  | –       | 1     | –     |

### 2019
| Partei | Partei                              | Partei    | EP-Fraktion | Stimmen | Stimmen | Stimmen | Sitze | Sitze |
| Name   | Name                                | Abkürzung | EP-Fraktion | Stimmen | %       | +/−     | Sitze | +/−   |
| ------ | ----------------------------------- | --------- | ----------- | ------- | ------- | ------- | ----- | ----- |
|        | Christlich Soziale Partei           | CSP       | EVP         | 14.247  | 34,94   | +4,60   | 1     | –     |
|        | Ecolo                               | Ecolo     | Grüne/EFA   | 6.675   | 16,37   | −0,29   | 0     | –     |
|        | ProDG                               | ProDG     | –           | 5.360   | 13,14   | −0,09   | 0     | –     |
|        | Partei für Freiheit und Fortschritt | PFF       | RE          | 4.684   | 11,49   | −4,57   | 0     | –     |
|        | Sozialistische Partei               | SP        | S&D         | 4.655   | 11,42   | −3,70   | 0     | –     |
|        | Vivant                              | Vivant    | –           | 4.550   | 11,16   | +2,56   | 0     | –     |
|        | DierAnimal                          | DA        | –           | 606     | 1,49    | +1,49   | 0     | –     |
| Gesamt | Gesamt                              | Gesamt    | Gesamt      | 43.855  | 100,00  | –       | 1     | –     |

### 2014
| Partei | Partei                              | Partei    | EP-Fraktion | Stimmen | Stimmen | Stimmen | Sitze | Sitze |
| Name   | Name                                | Abkürzung | EP-Fraktion | Stimmen | %       | +/−     | Sitze | +/−   |
| ------ | ----------------------------------- | --------- | ----------- | ------- | ------- | ------- | ----- | ----- |
|        | Christlich Soziale Partei           | CSP       | EVP         | 11.710  | 30,34   | −1,91   | 1     | –     |
|        | Ecolo                               | Ecolo     | Grüne/EFA   | 6.429   | 16,66   | +1,08   | 0     | –     |
|        | Partei für Freiheit und Fortschritt | PFF       | ALDE        | 6.197   | 16,06   | −4,31   | 0     | –     |
|        | Sozialistische Partei               | SP        | S&D         | 5.835   | 15,12   | +0,49   | 0     | –     |
|        | ProDG                               | ProDG     | –           | 5.106   | 13,23   | +3,16   | 0     | –     |
|        | Vivant                              | Vivant    | –           | 3.319   | 8,60    | +2,35   | 0     | –     |
| Gesamt | Gesamt                              | Gesamt    | Gesamt      | 43.384  | 100,00  | –       | 1     | –     |